# سكرينة طويلة
سكرينة طويلة (الاسم العلمي: Saccharina longissima) هي نوع من الطلائعيات تتبع جنس السكرينة من الفصيلة اللامينارية.